# 死霊のえじき
『死霊のえじき』（しりょうのえじき、Day of the Dead）は、1985年7月3日にアメリカで公開されたゾンビ映画。監督はジョージ・A・ロメロ。

## 概要
『ナイト・オブ・ザ・リビングデッド』から続く、ロメロが手がけたゾンビ三部作の第3作目である。7年前に制作された前作『ゾンビ』に引き続き、ダリオ・アルジェントと共同で制作する予定であったが、ヨーロッパの通貨に対して米ドルが高騰したため、アルジェント側からの協力が得られなくなった。単独で資金を調達することになったロメロは脚本を大幅に変更し、規模を縮小して本作を製作した。
前作にフラン役で出演したゲイラン・ロスが本作のキャスティングスタッフ、ドライバーゾンビを演じたジョン・ハリソンが本作の音楽と第二助監督を担当し、キャスティングディレクターを務めたジョン・アンプラスが本作のテッド役を演じるなど、前作に参加したスタッフ・キャストの一部が引き続き本作にも参加している。
当初の脚本では主人公サラは女ゲリラという設定で、ゾンビと軍隊の戦闘シーンなどがあり、トム・サヴィーニ曰く「ゾンビ版『インディ・ジョーンズ』」であった。この脚本は現在、国内で販売されている『死霊のえじき 完全版』のDVDの特典DVD-ROMで読むことができる（対応しているPCが必要）。

## ストーリー
世界は死者と生者の数が逆転し、ゾンビが蔓延する世界と成り果てていた。アメリカ・フロリダ州郊外の地下施設（セミノル地下倉庫）。そこでは女科学者のサラ、ローガン博士らゾンビを研究する科学者たち、施設を牛耳る軍人グループ、両者に組せず技術契約だけを遂行するヘリコプターパイロットのジョンと無線技師のビリーなど、生き残った少数の人間たちが閉鎖した軍施設内に立て篭もり、ヘリでの生存者の捜索を行っていた。
上官（クーパー少佐）が死亡し基地の指揮権を得た横暴なローズ大尉は高圧的な態度で軍人グループ優位を主張、科学者らの批判、差別ばかりを主張する。
絶望的な現実、仲間である軍人達から虐められて精神を病みつつあるミゲルとの問題が恋人サラを疲労させていく。先の見えない行き詰まる日々の中、ローガン博士は密かにゾンビを飼いならす実験をするが、殆どのゾンビは期待を裏切った。しかしバブと命名した、元軍人らしきゾンビは生前の記憶があるかの様な立ち振る舞いをしローガン博士は研究に没頭する。
ある日、実験用に新たなゾンビを捕獲しようとした際、ミゲルのミスで兵士が死亡、ミゲル自身も片腕を失う。この件によってサラ達と軍人らが一触即発となり、さらにローガン博士がバブを飼い慣らすために死亡した兵士の肉を与えていたことが発覚する。
激怒したローズ大尉はローガン博士を殺害する。自暴自棄となっていたミゲルは地上と基地を遮断する巨大エレベーターを作動させ、ゾンビの大群を施設内へ侵入してしまう。パニックになった軍人達はバラバラに逃げ、追い詰められた者はゾンビの餌食となっていき、やがてローズ大尉も後を追うようにゾンビによって喰い殺された。
一方、サラと中立な立場であるジョンとビルの3人は脱出するためにヘリに向かい、遠くの島へ脱出した後は、平穏な暮らしをしていた。だが、この直前のシーンでヘリの中にゾンビらしき者に襲われる描写があるが、その後の詳細や経緯などは不明。

## スタッフ
- 監督・脚本：ジョージ・A・ロメロ
- 製作：リチャード・P・ルビンスタイン
- 製作総指揮：サラ・M・ハッサネン
- 撮影：マイケル・ゴーニック
- 特殊メイク：トム・サヴィーニ
- 音楽：ジョン・ハリソン
- ADRディレクター：ピーター・フェルナンデス（最終版）

日本語版制作スタッフ
- プロデューサー：鈴木淳一（是空）、藤井健一（ポニーキャニオン）
- プロデューサー補：藤村健一（フィールドワークス）
- 演出：吉田啓介[3]
- 翻訳：堀池明[3]
- 調整：村越直、大村雛子
- ME制作：宮本浩
- スタジオ：グロービジョン
- 制作：是空、ポニーキャニオン
- 製作協力：フィールドワークス
- 協力：ふきカエル大作戦
- 日本語版制作：グロービジョン[3]

## 登場人物・キャスト

### 生存者
巨大な地下倉庫を隠れ屋として暮らす生存者たち。冒頭では上述のクーパー少佐が死亡し、生き残った人数は12人＋1となる。しかし、ストーリーが進むつれて生存者がゾンビの餌食になったり、怒り狂ったローズに射殺されるなどして、最終的に生き残った生存者はサラ、ジョン、ビルの3人だけになった。
サラ・ボウマン
演 - ロリー・カーディル、日本語吹替 - 本田貴子
この世界における問題の根本的要因である「死者の蘇り阻止」を研究する科学者。地下基地内唯一の女性。思いやりのある優しい一面を持ちながらも、男勝りで弱さを見せず常に気を張った性格を持っている。時にそれが行き過ぎてしまうため、ジョンやミゲルらのすれ違いや、ローズ達との対立の一因を作っている。演じるロリー・カーディルの父親、ビル・カーディルはロメロ監督の『ナイト・オブ・ザ・リビングデッド』とそのリメイク版『死霊創世紀』に出演し、ロリーの息子ビリー・カーディルもまた『ドーン・オブ・ザ・デッド』にゾンビ役で出演している。
マシュー・ローガン博士
演 - リチャード・リバティー、日本語吹替 - 大塚芳忠 / 千葉繁（配役交換版）
「ゾンビのコントロール」を研究するマッドサイエンティスト。バブを教育（餌付け）していた。ゾンビと生き残った人間との比率を40万対1人と計算する。口達者で激昂するローズ大尉にも臆せず逃げ場の無い状況を説明し、自説の有効性を主張しながら、研究継続の必要性を訴えた。しかし、バブに「ご褒美」と称して肉を食べさせたのが、それまで犠牲になった軍人たち、即ち彼の部下であった。そのことがバレてしまい、怒り狂ったローズ大尉によって射殺された。
テッド・フィッシャー
演 - ジョン・アンプラス、日本語吹替 - 川本克彦
サラの同僚で科学者。ローズ大尉を「前任者のクーパー少佐よりもたちが悪い」と評する。ローガン博士の殺害後、施設を退去しようとするローズ大尉たちに人質に取られるが、ジョンが拒否したため見せしめに射殺された。彼の死体は後にゾンビ達によってバラバラにされた。演者のジョン・アンプラスは前作「ゾンビ」の冒頭での戦闘シーンでSWATに射殺され屋上から転落するプエルトリコ人の役で出演した。
ジョン
演 - テリー・アレクサンダー、日本語吹替 - 内田直哉 / 三宅健太（配役交換版）
ヘリコプターのパイロット。ビルと共に他の生存者の探索など行っている。科学者グループにも軍人グループにも属さず、積極的に関わりを持たないが、軍人達にとって「価値の低い」サラ達の危険な立場を忠告する等、第三者的な立場で居るが非常時に見せる判断や言動は主役級である。
ウィリアム・“ビル”・マックダーモット
演 - ジャーラス・コンロイ、日本語吹替 - 千葉繁 / 大塚芳忠（配役交換版）
無線技師。愛称はビリーで、ジョンと共に、区画内の宿舎ではなく区画外のトレーラーハウスで生活している。酒好きで、ブランデーの入ったスキットルを片時も手放さない。この酒好きな性格は、ローズ大尉にも強気な姿勢を見せている。
ヘンリー・ローズ大尉
演 - ジョセフ・ピラトー、日本語吹替 - 山路和弘 / 諏訪部順一（配役交換版）
前任のクーパー少佐の死亡後、新たに指揮官となった人物。軍人主義的かつ冷酷な性格で、研究は軍事作戦であるとして科学者グループを指揮下に置こうとするが、サラ達の反発を招いて事態を悪化させる。
ローガン博士殺害後、ジョンを脅迫してヘリで脱出しようとするが、一瞬の隙を突いたジョンに殴られ失神、武器を全て奪われる。その後、ミゲルの暴走によって大勢のゾンビが地下基地になだれ込んできた際には、動揺し部下達を見捨てて逃亡し宿舎に立て篭もる。しかし、ローガンの仇を討とうとするバブによって肩や足などを撃たれ満身創痍となる。それでもなおバブを誘導するも、大勢のゾンビに遭遇した際にはバブに再び銃撃され、ゾンビ達に胴体ごと引き千切られ死亡。死に際にバブやゾンビ達に向かって「俺の肉を喰って喉を詰まらせてしまえ」と捨て言葉を吐いていた。
演者のジョセフ・ピラトーは前作『ゾンビ』でも巡視艇基地からボートで脱出を図る警官のリーダー役で出演している。
バブ
演 - シャーマン・ハワード 、日本語吹替 - 堀総士郎
研究用のサンプルとして捕獲されたゾンビ。生前は軍人だったらしく、ローガン博士に教育（餌付け）された事でローズに敬礼したりした。
ゾンビとしては知能が高く、銃の扱いを覚えたり、ローガン博士が殺された事に怒りや悲しみを表す等、通常のゾンビとは一線を画す存在となっている。また前世が軍人ということもあって、ローズ大尉の肩や足を撃ち抜いて見せるなど狙撃術も優れている。しばらくは鎖で繋がれていたが、弄っていた鎖が外れ研究所兼宿舎を歩き回ると、ローガン博士の死を目の当たりにする。怒りで復讐に燃え、銃を手に取りスティールを銃撃して間接的に彼を殺害する。さらにはローズ大尉を銃撃し致命傷を与えて身動き出来なくさせる。ローズが逃げた先で大勢のゾンビが彼を襲ったため、彼を喰らうことはしなかった。代わりに彼の止めは他のゾンビ達に委ね、敬礼して何処かへ立ち去った。
ウォルター・スティール
演 - ゲイリー・ハワード・クラー、日本語吹替 - 三宅健太 / 内田直哉（配役交換版）
ローズ大尉率いる軍人の一人。ローズ大尉やリックルスらと共に行動することが多い。
巨漢で粗忽な乱暴者で、笑いながら下品かつ卑猥な発言することが多く、それがサラや上官であるローズ大尉を苛立たせている。一方で、ゾンビに首を喰われて苦しむミラーを射殺した時には、感傷的な表情を見せるなど仲間意識は強い。また戦闘力は高く、正確にゾンビの頭部を撃ち抜いたり、地下に雪崩れ込んできた大勢のゾンビを相手にマシンガンで応戦していた。終盤では、ゾンビの大群に襲われた際にローズに見捨てられる。ローズの後を追うようにドアを破壊して宿舎へ逃走するが、同時にゾンビ達を宿舎へ雪崩れ込ませてしまう。その道中にバブに銃撃されるも、部屋に逃げ込み扉越しにバブを拳銃で殺そうと身構えていたが、別扉から雪崩れ込んで来たゾンビに喉を嚙みつかれ重傷を負う。それでもなお拳銃で応戦するが、逃げ場がないうえに無限にゾンビが湧き出てくる状況に絶望し、拳銃で自殺する。後に彼の死体はゾンビ達の餌食となった。
ロバート・リックルス
演 - ラルフ・マレロ、日本語吹替 - 諏訪部順一 / 山路和弘（配役交換版）
ローズ大尉率いる軍人の一人。小柄かつ小太りな男性で、性格はスティール同様に下品である。サラの皮肉を理解出来ないスティールに助け舟を出す等、頭の回転は早い。
終盤では、地下にゾンビの大群が雪崩れ込んできた際にスティールと共にローズに見捨てられる。襲ってくるゾンビに逃げ出すが、やがて大勢のゾンビに囲まれる。自動小銃や拳銃での応戦も虚しく、しまいには精神が壊れたかのように狂笑しながらゾンビに顔面をから潰されバラバラに喰い殺された。演じるマレロ氏は本作から6年後の1991年にニューメキシコ州で交通事故に遭い33歳の若さで亡くなっている。
フアン・トレズ
演 -  、日本語吹替 - 田村真
ローズ大尉率いる軍人の一人。ひげを貯えた男性で、顔はミゲルに似ている。
ローガン博士を殺害し、半ば自暴自棄になりながらもヘリで脱出するローズ大尉の手助けする形でジョンに銃を突きつけて脅迫するが、一瞬の隙を突いたジョンによってローズ大尉共々殴られ気絶し、武器を全て奪われる。その後は、地下に大勢のゾンビが雪崩れ込んできた際はスティール、リックルスと共にローズに見捨てられる。銃も無いため逃げる事しかできず、ゾンビに囲まれた際には眼球を潰され絶叫を上げながら首を引き千切られ、他の部下達同様にバラバラに喰い殺された。
演者のタソはエレベーターから落ちるゾンビやサラに角材で殴られるゾンビ、ローズ大尉のカートに引き摺られるゾンビ等も演じた他（ローズ大尉の内臓を取り出すヘルメット姿のゾンビもタソである）、スティールに投げ飛ばされるミゲル、ローズ大尉に撃たれるローガン博士などの本作のスタントも担当した。また、タソは前作「ゾンビ」で暴走族集団の一員スレッジ役で出演した。
ミゲル・サラザール
演 - アントン・ディレオ、日本語吹替 - 浪川大輔
ローズ大尉やスティール同様軍人の一人。しかし、威勢を張りつも根性はなく痩せ細った体であるため、他の兵士達から暴力や蔑視の的となっている。その為か事有る毎にサラに擁護される。
極限的状況が続く中でのストレスから不安定な精神状態に陥り、ゾンビに腕を噛まれてはサラに切断され、この事が引き金となって絶望して自暴自棄になる。その後、単独で外部のゾンビの大群を施設内に誘導し、基地内のサラやローズ大尉らを道連れにする形で、その事を願いながらバラバラに喰い殺された。これが後の軍人たちのパニックに繋がる。
ジョンソン
演 - グレゴリー・ニコテロ 、日本語吹替 - 堀総士郎
ローズ大尉率いる軍人の一人。ミラーと共に行動することが多い。ゾンビ捕獲用の道具が外れ、仲間の兵士・ミラーが襲われ喉を噛みちぎられた際、手にしていたマシンガンで誤射されて死亡した。その遺体はローガン博士の実験材料に使用される。演じるニコテロ氏は自身をモデルにした生首の人形を使って母親を脅かそうと仕掛けたが、しばらく口も聞いてもらえなくなったという。
ミラー
演 - フィリップ・G・ケラムス、日本語吹替 - 木村隼人
ローズ大尉率いる軍人の一人。ゾンビ捕獲用の道具が外れた時に、ゾンビに喉を噛みちぎられその影響でマシンガンを乱射されジョンソンを巻き込むことに。もがき苦しみながらも死を悟り、スティールに介錯された。
- 日本語吹替版：ポニーキャニオンから2020年2月5日発売のHDニューマスター版BDに収録[6][7]。

※日本語吹替の配役交換版はクラウドファンディングのリターンとして支援者限定で配布された。

## 劇場公開・ソフト化
日本では1986年に劇場公開されたが、一部残酷なシーンがコマ単位でカットされていたり、エンドロールで流れる曲のヴォーカルトラック部分が抜かれていたりと不完全なバージョンでの公開となった。その後に発売されたVHS・Betamax・VHD・LDには、エンドロールで流れる曲のヴォーカルトラック部分が抜かれたのみだった。
1998年から1999年にかけて『死霊のえじき 最終版』と銘打たれたバージョンのVHS・LD・DVDがJVDから発売されたが（現在はすべて廃盤）、これはテレビ放送用に残酷なシーンをカットして再編集や一部台詞の吹き替えを行ったもの。サウンドトラックの再ダビングが行われていないため、カットされたシーンとその前後に音楽が流れていた場合、曲が途切れ途切れになってしまうという不自然な場面が多々見られた。
海外ではオリジナルバージョンがソフト化されていたが、日本では2004年にハピネット・ピクチャーズから『死霊のえじき 完全版』のタイトルで発売されたDVDで、初めてオリジナルバージョンを観賞できるようになった。
- 死霊のえじき 最終版（1999年10月27日、彩プロ、B00005H6VV）
- 死霊のえじき 完全版（2004年10月27日、ハピネット・ピクチャーズ、B0002ZEV4Y）
- スマイルBEST 死霊のえじき（2007年12月21日、Happinet、B00WPEIQA）
- 死霊のえじき Blu-ray（2012年9月14日、Happinet、B00856TM2S）
- 死霊のえじき Blu-ray <HDニューマスター・スペシャルエディション>『通常版』（2020年2月5日発売、ポニーキャニオン）
- 死霊のえじき Blu-ray <HDニューマスター・スペシャルエディション メモリアルコレクション>『初回生産限定版』（2020年2月5日発売、ポニーキャニオン）

## オリジナルサウンドトラック
- 死霊のえじき（1985年4月25日にポリドール・レコードよりLPとカセットテープが販売された）
- Day Of The Dead（2013年10月8日、Analog盤としてWaxWorkRecordsより発売）
- Day Of The Dead（2013年10月11日、サントラ専門レーベルLa-La-Land Recordsより3000枚限定販売）

## 関連作品
1986年に講談社X文庫から発売された小説『死霊のえじき』（翻訳家の岡山徹によるノベライゼーションであり、原作小説は存在しない。ISBN 9784061900530）では、『ナイト・オブ・ザ・リビングデッド』の主人公・ベンをモデルにした人物が狂言回しとなり、プロローグにゾンビ発生の過程を前2作を参考にしたストーリーで説明しているうえ、ラストにはサラたち3人が逃げ延びた島へ謎の船が近づいていたことを示す、映画本編にはないエピソードが加えられている。
ロメロのノータッチで続編『Day of the Dead 2: Contagium』が作られ、日本では2008年に『デイ・オブ・ザ・デッド2』のタイトルでDVDが発売された。    
スティーヴ・マイナー監督により、原典と同名のリメイク版『Day of the Dead』が作られ、アメリカでは劇場未公開のまま2008年にDVDで発売された。その後、日本では2008年に『デイ・オブ・ザ・デッド』のタイトルで劇場公開された。

## よもやま話
ローズ大尉がゾンビの大群の餌食となっていくシーンで使用された豚の内臓は、クリスマス休暇による撮影中断中は冷蔵庫に保管されていたが、何者かが誤って電源を切ったため、撮影再開時には腐ってしまっていた。代わりを用意する時間がなかったため、撮影はそれを使って行われた。異臭を放つ内臓を目の前に置かれたローズ大尉役のジョセフ・ピラトーは、酸素マスクを使って呼吸しながら撮影に臨んだ。『死霊のえじき 完全版』のDVDや『ファンゴリア・ビデオマガジンVol.1 トム・サビーニ・スペシャル』のVHS・VHD・LDに収録されているメイキング映像では、同場面の撮影で「カット」の声がかかるとゾンビ役のエキストラ達が一斉に声を上げ、手団扇で臭気を払う様子を見ることができる。また、ジョセフはその直後に嘔吐した。
ゴリラズのファーストアルバム・「Gorillaz」に収録されている曲「M1A1」には冒頭のミゲルが拡声器で生存者へ呼びかけるシーンがサンプリングされており、サウンドトラックのベースラインに合わせてバンドの演奏が始まる仕組みになっている。